# Walter Ullrich (Versicherungsmanager)
Walter Ullrich (* 30. März 1911 in Neutitschein; † 10. August 1981 in Prien am Chiemsee) war ein deutscher Jurist und Versicherungsmanager.

## Leben
Als Sohn des Heimatforschers und Bürgerschuldirektors Josef Ullrich geboren, besuchte Walter Ullrich das Gymnasium und studierte Rechtswissenschaften in Prag und Grenoble. Während seines Studiums wurde er 1930 Mitglied der Burschenschaft Ghibellinina Prag, deren Altherrenvorsitzender er später war. In Prag wurde er 1935 zum Dr. iur. promoviert.
Nach seinem Studium arbeitete er bis 1939 bei der Prager Union-Versicherungsgesellschaft, ab 1937 als Direktor in Brünn und später in Reichenberg. Im Zweiten Weltkrieg diente er von 1939 bis 1945 im Stab Canaris. Er geriet in amerikanische Kriegsgefangenschaft.
Nach seiner Entlassung gründete er 1946 in Zusammenarbeit von Rotem Kreuz und Caritas unter der Schirmherrschaft von Prinz Adalbert von Bayern den Suchdienst des Roten Kreuzes in München. Er gründete auch eine Hilfsstelle zur Ansiedlung der sudetendeutschen Volksgruppe in Geretsried, Waldkraiburg und Neugablonz. Ab 1952 arbeitete er wieder als Versicherungsmanager und wurde 1962 Vorstandsvorsitzender der Rechtsschutz Union Versicherungs AG München. Nach seinem Ruhestand 1976 blieb er im Aufsichtsrat der Versicherung.
Er leitete ehrenamtlich den Ernst-Mayer-Gedächtnisfond in der Ost- und Westpreußenstiftung und war Vorsitzender der Freien Gesellschaft zur Förderung der Freundschaft mit den Völkern der Tschechoslowakei.

## Ehrungen
- 1971: Großes Bundesverdienstkreuz
- 1979: Bayerischer Verdienstorden
- Ehrenkreuz des Deutschen Roten Kreuzes
- Ehrenplakette in Gold des Bayerischen Roten Kreuzes
- Lodgman-von-Auen-Medaille der Sudetendeutschen Landsmannschaft